# Abd-al-Walí (nom)
|  | No s'ha de confondre amb Abd-al-Wali (nom). |

Abd-al-Walí és un nom masculí teòfor àrab islàmic (àrab: عبد الولي, ʿAbd al-Walī) que literalment significa ‘Servidor de l'Auxiliador’, essent «l'Auxiliador» un dels epítets de Déu. Si bé Abd-al-Walí és la transcripció normativa en català del nom en àrab clàssic, també se'l pot trobar transcrit ‘Abdul Walii... normalment per influència de la pronunciació dialectal o seguint altres criteris de transliteració. Com a teòfor, també el duen molts musulmans no arabòfons que l'han adaptat a les característiques fòniques i gràfiques de la seva llengua.